# Ollauri
Ollauri è un comune spagnolo di 285 abitanti situato nella comunità autonoma di La Rioja.